# 沙瓦讷勒谢讷
沙瓦讷勒谢讷（法語：Chavannes-le-Chêne）是瑞士联邦西部法语区的沃州下设的一个镇。在行政上属于沃州北汝拉区管辖。沙瓦讷勒谢讷的总面积为3.98平方公里。截至2010年底，总人口为253。

## 地理
沙瓦讷勒谢讷位于纳沙泰尔湖以南。